# Екатерина Вангелова
Екатерина Тодорова Вангелова е българска оперетна актриса.

## Биография
Родена на 30 декември 1908 г. в Ловеч. Завършва Педагогическата гимназия в Ловеч (1928). 12-годишна участва на ловешка сцена в оперетата „Малката кибритопродавачка“ от М. Тодоров. През 1928 г. е приета в Музикалната академия – специалност „Пеене“. От 1939 г. става сътрудник на Радио София. В периода 1944 – 1946 е секретар на театъра Ловеч – Троян. През 1946 г. е ангажирана в Драматичен театър - Русе. Играе и във варненския Драматичен театър „Стоян Бъчваров“ (1948). Същата година с конкурсен изпит е приета на работа в Държавен музикален театър „Стефан Македонски“ в София, където остава до пенсионирането си (1963). Участва в повече от 50 оперети, опери, пиеси и над 120 концерта на Радио София. Умира на 16 май 1992 г. в София.